# 인텔 컴퓨트 스틱
인텔 컴퓨트 스틱(Intel Compute Stick)은 인텔이 개발한 단일 보드 컴퓨터이다. 인텔에 따르면, 이 컴퓨터는 비슷한 수준의 성능을 유지하면서도 기존의 사무용 컴퓨터나 다른 작은 폼팩터 PC들보다 작게 설계되었다. 주요 연결인 HDMI 1.4 포트, 블루투스 기반 키보드와 마우스를 통하여 일반적인 컴퓨터 작업에 사용할 수 있다.
이 작은 폼팩터 기기는 2015년 초에 출시되었는데, 주로 태블릿과 투인원 기기를 위해 설계된 인텔의 베이 트레일 기종에서 효율적인 전력의 인텔 아톰 Z3735F 프로세서를 사용하였다. 이 프로세서는 기본 속도가 1.33 GHz 이고 RAM 은 최고 2 GB까지 가능하다. 이는 신 클라이언트와 단말기는 물론 가정용 오락기기와 가벼운 사무 작업에도 충분하다.
2015년 중반, 2세대 컴퓨터 스틱은 폼팩터에 코어 M 프로세서를 적용, 베이 트레일 체계에 개선이 있을 것으로 발표되었다. 새로운 장치는 4 GB 메모리와 향상된 처리 능력으로 더 빠른 다중 작업은 물론 더욱 집중적인 응용 프로그램과 내용 작성이 가능하다. 2세대 컴퓨터 스틱은 2016년 1월 CES 2015에서 발표되었다.

## 기종
| 번호         | 코드 명     | 운영 체계           | 단일 칩 시스템       | 그래픽            | USB     | RAM | 저장장치 | 최초 선적      |
| ------------ | ----------- | ------------------- | -------------------- | ----------------- | ------- | --- | -------- | -------------- |
| STCK1A32WFC  | 폴즈 시티   | 윈도우즈® 8.1 과 빙 | 인텔® 아톰™ Z3735F   | 인텔® HD 그래픽스 | 2.0     | 2GB | 32GB     | 2015년 2/4분기 |
| STCK1A32WFCR | 폴즈 시티   | 윈도우즈® 8.1 과 빙 | 인텔® 아톰™ Z3735F   | 인텔® HD 그래픽스 | 2.0     | 2GB | 32GB     | 2015년 2/4분기 |
| STCK1A32WFCL | 폴즈 시티   | 윈도우즈® 10 과 빙  | 인텔® 아톰™ Z3735F   | 인텔® HD 그래픽스 | 2.0     | 2GB | 32GB     | 2015년 4/4분기 |
| STCK1A8LFC   | 폴즈 시티   | 우분투 14.04        | 인텔® 아톰™ Z3735F   | 인텔® HD 그래픽스 | 2.0     | 1GB | 8GB      | 2015년 2/4분기 |
| STK2MV64CC   | 시더 시티   | 없음                | 인텔® 코어™ m5       | 인텔® HD 그래픽스 | 3.0     | 4GB | 64GB     | 2016년 1/4분기 |
| STK2M3W64CC  | 시더 시티   | 윈도우즈® 10        | 인텔® 코어™ m3       | 인텔® HD 그래픽스 | 3.0     | 4GB | 64GB     | 2016년 1/4분기 |
| STK2M364CC   | 시더 시티   | 없음                | 인텔® 코어™ m3       | 인텔® HD 그래픽스 | 3.0     | 4GB | 64GB     | 2016년 1/4분기 |
| STK1AW32SC   | 폴즈 시티 2 | 윈도우즈® 10 과 빙  | 인텔® 아톰™ x5-Z8300 | 인텔® HD 그래픽스 | 3.0+2.0 | 2GB | 32GB     | 2016년 1/4분기 |
| STK1A32SC    | 폴즈 시티 2 | 없음                | 인텔® 아톰™ x5-Z8300 | 인텔® HD 그래픽스 | 3.0+2.0 | 2GB | 32GB     | 2016년 1/4분기 |